# 碧芳
碧芳（1989年9月30日—），本名裴氏碧芳，女，出生於廣寧省，越南著名的流行音樂歌手。碧芳的流行歌手之路是從2010年的高收視電視真人秀歌唱節目《越南偶像》第三季正式展開，她在這場比賽中得到第七名。
2025年，碧芳加入了《美丽女孩说嗨》电视节目。

## 音樂作品

### 專輯
- 2013年: 《只是我藏起來》（越南语：Chỉ là em giấu đi）
- 2018年: 《戲劇性》（英语：Dramatic）
- 2021年: 《在淋浴下》（越南语：Dưới vòi hoa sen）

### EP
- 2014年: 《未曾說過的話》（越南语：Điều chưa từng nói）
- 2020年: 《情緒融化得有點慢》（越南语：Tâm trạng tan hơi chậm một chút）